# Супермен 3
«Супермен III» (англ. Superman III, в России вышел, как Супермен 3) — американский супергеройский комедийный фильм режиссёра Ричарда Лестера, снятый по сценарию Дэвида Ньюмана и Лесли Ньюман, основанному на персонаже DC Comics Супермене. Это третья часть из серии фильмов о Супермене и продолжение фильма «Супермен 2» (1980). В фильме участвуют Кристофер Рив, Ричард Прайор, Джеки Купер, Марк МакКлюр, Аннет О’Тул, Энни Росс, Памела Стивенсон, Роберт Вон и Марго Киддер.
Хотя фильм окупил свой бюджет в 39 миллионов долларов, он оказался менее успешным, чем первые два фильма о Супермене, как в финансовом, так и в критическом плане. В то время как резкая критика была сосредоточена на комедийном и манерном тоне фильма, а также на кастинге и игре Прайора, спецэффекты и игра Кристофера Рива в роли Супермена получили высокую оценку.
Продолжение, «Супермен 4: В поисках мира» вышло в июле 1987 года.

## Сюжет
Пока Супермен защищает Метрополис, базирующийся в Метрополисе конгломерат Webscoe нанимает Гаса Гормана, талантливого программиста. Гас ворует у своего работодателя, выкрадывает десятые доли центов при округлении сумм по финансовым операциям, что привлекает к нему внимание генерального директора Росса Вебстера. Вебстер заинтригован возможностью Гаса помочь ему финансово. Вебстер, его сестра Вера и подруга Вебстера Лорелей шантажируют Гаса, заставляя его помочь ему.
В Daily Planet Кларк Кент убеждает Перри Уайта позволить ему и Джимми Олсену посетить Смоллвиль на выпускной Кларка в старшей школе, в то время как коллега-репортер и безответный романтический интерес Кларка Лоис Лейн уезжает в отпуск на Бермудские острова. По пути в роли Супермена Кент тушит пожар на химическом заводе, содержащем нестабильную бельтриевую кислоту, которая при перегреве выделяет едкие пары.
Кларк воссоединяется с подругой детства Ланой Лэнг, разведённой с маленьким сыном по имени Рики. Кларка преследует Брэд Уилсон, бывший хулиган и бывший парень Ланы. Посещая Лану, Супермен спасает Рики от гибели комбайном.
Разъяренный отказом Колумбии вести с ним дела, Вебстер приказывает Гасу с помощью метеорологического спутника «Вулкан» и создать торнадо, чтобы уничтожить урожай кофе в Колумбии, что позволит Вебстеру захватить рынок. Гас едет в Смоллвиль, чтобы использовать дочернюю компанию Webscoe для перепрограммирования спутника. Хотя Вулкан создает разрушительный шторм, Супермен нейтрализует его и спасает урожай. Видя в Супермене угрозу своим планам, Вебстер приказывает Гасу создать синтетический криптонит. Гас использует Вулкан, чтобы найти и проанализировать обломки Криптона. Поскольку один из элементов криптонита неизвестен, он заменяет его смолой, взглянув на свою пачку сигарет.
Лана убеждает Супермена появиться на вечеринке по случаю дня рождения Рики, но Смоллвиль превращает это в городской праздник. Гас и Вера, замаскированные под армейских офицеров, вручают Супермену синтезированный криптонит в качестве награды. Однако криптонит не убивает Супермена, как задумал Вебстер, а делает его эгоистичным. Герой совершает мелкие акты вандализма, такие как выпрямление Пизанской башни и задувание Олимпийского огня.
Гас просит Вебстера построить самый сложный в мире суперкомпьютер; генеральный директор соглашается, если Гас создаст энергетический кризис, направив все нефтяные танкеры в середину Атлантического океана. Когда капитан одного танкера настаивает на сохранении своего первоначального курса, Лорелей соблазняет Супермена, убеждая его подстеречь танкер и пробить его двойной корпус, что приведет к разливу нефти. Злодеи сбегают к суперкомпьютеру в Глен-Каньоне.
У Супермена случается нервный срыв, и он разделяется на два существа: аморального, испорченного темного Супермена и нравственного, кроткого Кларка Кента. Эти двое сражаются на свалке, и Кларк в конечном итоге одерживает верх и побеждает свое злое «я». Восстановив рассудок, Супермен восстанавливает ущерб, нанесенный им разливом нефти, и направляется на запад, чтобы разобраться со злодеями. Защитившись от взрывающихся ракет, Супермен противостоит Вебстеру, Вере и Лорелей. Суперкомпьютер быстро определяет слабость Супермена и выпускает луч чистого криптонита.
Охваченный чувством вины и напуганный мыслью о том, что он «войдет в историю как человек, убивший Супермена», Гас уничтожает криптонитовый луч пожарным топором. Супермен убегает, но компьютер осознает себя, защищаясь от попыток Гаса вывести его из строя. Компьютер превращает Веру Вебстер в киборга, который атакует ее брата и Лорелей лучами энергии, которые обездвиживают их. Супермен возвращается с белтриевой кислотой, которую суперкомпьютер считает неопасной. Интенсивное тепло, излучаемое суперкомпьютером, приводит к тому, что кислота становится летучей, разрушая его. Супермен оставляет Вебстера и его приспешников властям и высаживает Гаса на угольную шахту в Западной Вирджинии, рекомендуя его компании в качестве программиста.
В роли Кларка Супермен навещает Лану после того, как она переезжает в Метрополис. Появляется пьяный Брэд и нападает на Кларка, ошибочно полагая, что он делает ей предложение, но репортер побеждает его, не раскрывая его тайную личность. Новая работа Ланы в качестве секретаря Перри Уайта удивляет Лоис Лейн, которая возвращается из отпуска со статьёй о коррупции на Бермудских островах и вновь обретает уважение к Кларку после прочтения его истории. Перед обедом с Ланой Супермен восстанавливает Пизанскую башню и улетает на восход солнца за дальнейшими приключениями.

## В ролях
| Актёр            | Роль                  |
| ---------------- | --------------------- |
| Кристофер Рив    | Кларк Кент / Супермен |
| Ричард Прайор    | Гас Горман            |
| Джеки Купер      | Пэрри Уайт            |
| Марго Киддер     | Лоис Лэйн             |
| Аннетт О’Тул     | Лана Ленг             |
| Марк Макклюр     | Джимми Ольсен         |
| Роберт Вон       | Росс Вебстер          |
| Энни Росс        | Вера                  |
| Памела Стивенсон | Лорелей               |
| Гэвэн О’Херлихи  | Бред                  |

Кинорежиссер и кукловод Фрэнк Оз изначально сыграл в этом фильме эпизодическую роль хирурга, но в конечном итоге эта сцена была удалена, хотя позже она была включена в расширенную телевизионную версию фильма. Шейн Риммер, сыгравший в «Супермене 2» роль контролера НАСА, играет небольшую роль офицера полиции штата. Памела Манделл, сыгравшая официантку в закусочной в том же фильме, предстает здесь как незадачливая жена победителя лотереи Daily Planet. Аарон Смолински, сыгравший малыша Кларка Кента в первом фильме, появляется в этом как маленький мальчик рядом с фотобудкой, в которой переодевается Супермен. Позже он также появится в «Человеке из стали» в качестве офицера связи.

## Производство

### Разработка
Ричард Доннер подтвердил, что он был заинтересован в написании по крайней мере еще двух фильмов о Супермене, которые он намеревался позволить Тому Манкевичу снять, и что он включил бы Брэйниака в качестве злодея третьего фильма. Однако Доннер покинул сериал во время производства Супермена 2. Фильм был официально анонсирован на 33-м Каннском кинофестивале в мае 1980 года, за несколько месяцев до выхода второго фильма на экраны. В декабре 1980 года продюсер Илья Салкинд написал сценарий этого фильма, в которую вошли Брэйниак, Мистер Мксизптлк и Супергёрл. Оригинал был опубликован в Интернете в 2007 году. Мистер Мксизптлк, изображенный в наброске, отличается от своего добродушного комического коллеги, поскольку он использует свои способности, чтобы причинить серьезный вред. Дадли Мур был лучшим кандидатом на эту роль. Между тем, в той же сценарии Брэйниак был из Колу и нашел Супергёрл так же, как Кенты нашли Супермена. Брэйниак изображается суррогатным отцом Супергерл и в конце концов влюбился в свою «дочь», которая не ответила ему взаимностью, поскольку влюбилась в Супермена. Брэйниак принимает ответные меры, используя машину личности, чтобы развращать Супермена и манипулировать им. В кульминации фильма Супермен, Супергёрл, Брэйниак, Джимми Олсен и Лана Лэнг отправились во времени в Средние века для финального противостояния в вотчине, захваченной Брэйниаком.
После победы над ним Супермен и Супердевушка должны были пожениться либо в конце Супермена III, либо в Супермене 4. Сценарий был отклонён Warner Bros. Pictures как слишком сложный и дорогой для съемки, а Салкинд дополнительно хотел сохранить персонаж Супергёрл для сольного фильма. Из-за высоких бюджетов, необходимых для сериала, Салкинды рассматривали возможность продажи прав на сериал Дино Де Лаурентису. Роль компьютеров для сюжета, план злодеев развратить Супермена и его разделение на добрую и злую половину будут перенесены в финальный фильм. Первоначально предполагалось, что фильм будет называться «Супермен против Супермена», но он был переименован после того, как продюсеры «Крамер против Крамера» пригрозили судебным иском.

## Спин-офф и продолжение
В 1984 году был снят фильм Супердевушка, который является спин-оффом и продолжением фильмов о супермене с Кристофером Ривом, в главной роли Хелен Слейтер в роли кузины супермена. В 1987 году вышло продолжение «Супермен 4: В поисках мира» который снова выступил Кристофер Рив.

## Критика
Фильм получил в основном смешанные оценки от зрителей и критиков. Супермен III имеет рейтинг одобрения 29 % и средний рейтинг 4,6/10 на Rotten Tomatoes на основе 55 обзоров. Критический консенсус веб-сайта гласит: «Супермен III не злоупотребляет приколами, фарсом и Ричардом Прайором, он прибегает к сюжетным точкам, перефразированным из предыдущих фильмов о Супермене»." Рейтинг фильма на Metacritic составляет 44, что указывает на «смешанные или средние отзывы» от 13 профессиональных рецензентов.
Супермен III собрал 60 миллионов долларов в прокате США и 20,2 миллиона долларов в международном прокате, в общей сложности 80,2 миллиона долларов по всему миру. Этот фильм стал 12-м самым кассовым фильмом 1983 года в Северной Америке.

## Награды и номинации

#### «Золотая малина» 1984 год
- Номинации (2)
  - «Худший актёр второго плана» (Ричард Прайор)
  - «Худшая музыка к фильму» (Джорджо Мородер)

#### «Сатурн» 1984 год
- Номинации (2)
  - «Лучший актёр» (Кристофер Рив)
  - «Лучшая актриса второго плана» (Аннет О’Тул)